# Bāymargh
Bāymargh (persiska: بایمرغ) är en ort i Iran.   Den ligger i provinsen Khorasan, i den östra delen av landet, 800 km öster om huvudstaden Teheran. Bāymargh ligger 1 873 meter över havet och antalet invånare är 301.
Terrängen runt Bāymargh är kuperad åt sydost, men åt nordväst är den platt. Bāymargh ligger nere i en dal.Runt Bāymargh är det glesbefolkat, med 12 invånare per kvadratkilometer. Närmaste större samhälle är Zohān, 9,4 km norr om Bāymargh. Omgivningarna runt Bāymargh är i huvudsak ett öppet busklandskap.